# Tine Rustad Kristiansen
Tine Rustad Kristiansen (ur. 12 lutego 1980 w Lørenskog) – norweska piłkarka ręczna, reprezentantka kraju, grająca na pozycji środkowej rozgrywającej. Obecnie występuje w norweskim Larvik HK.
Dwukrotna mistrzyni Europy z 2008 oraz 2010 r.

## Sukcesy

### reprezentacyjne
- mistrzostwo Europy  2008, 2010

### klubowe
- mistrzostwo Norwegii  (2003, 2005, 2006, 2007, 2008, 2009, 2010, 2011, 2012, 2013, 2014, 2015)
- puchar Norwegii  (2003, 2004, 2005, 2006, 2007, 2008, 2009, 2010, 2011, 2012, 2013, 2014, 2015)
- zwycięstwo w Lidze Mistrzyń  (2011)
- puchar EHF  (2005, 2008)
- finalistka pucharu EHF  (2009)
- Liga Mistrzyń  (2011)
- finalistka Ligi Mistrzyń  (2013), (2015)